# Daïras de la wilaya de Chlef
La wilaya de Chlef est composée de treize daïras (circonscriptions administratives), chacune comprenant plusieurs communes, pour un total de vingt-huit communes.

## Liste de daïras

Daïras de la wilaya de Chlef :
1. Abou El Hassan
2. Aïn Merane
3. Beni Haoua
4. Boukadir
5. Chlef
6. El Karimia
7. El Marsa
8. Oued Fodda
9. Ouled Ben Abdelkader
10. Ouled Fares
11. Taougrit
12. Ténès
13. Zeboudja

| Daïra                | Nombre de communes | Communes                               | Superficie (km²) | Population (hab.) 2008 |
| -------------------- | ------------------ | -------------------------------------- | ---------------- | ---------------------- |
| Chlef                | 3                  | Chlef, Sendjas, Oum Drou               |                  | 265 418                |
| Abou El Hassan       | 3                  | Abou El Hassan, Talassa, Tadjena       |                  | 67 344                 |
| El Karimia           | 3                  | El Karimia, Harchoun, Beni Bouateb     |                  | 48 763                 |
| Beni Haoua           | 3                  | Beni Haoua, Breira, Oued Goussine      |                  | 40 506                 |
| Ouled Fares          | 3                  | Ouled Fares, Chettia, Labiod Medjadja  |                  | 121 032                |
| El Marsa             | 2                  | El Marsa, Moussadek                    |                  | 17 187                 |
| Taougrite            | 2                  | Taougrite, Dahra                       |                  | 51 376                 |
| Oued Fodda           | 3                  | Oued Fodda, Beni Rached, Ouled Abbes   |                  | 73 737                 |
| Ténès                | 3                  | Ténès, Sidi Akkacha, Sidi Abderrahmane |                  | 66 403                 |
| Ouled Ben Abdelkader | 2                  | Ouled Ben Abdelkader, El Hadjadj       |                  | 28 430                 |
| Aïn Merane           | 2                  | Aïn Merane, Harenfa                    |                  | 69 125                 |
| Boukadir             | 3                  | Boukadir, Oued Sly, Sobha              |                  | 133 043                |
| Zeboudja             | 3                  | Zeboudja, Bénairia, Bouzeghaia         |                  | 64 826                 |